# Мутамбу (комуна)
Мутамбу  — одна з комун провінції Бужумбура-Рурал, сільського району, прилеглого до міста Бужумбура, на заході Бурунді. Центр — однойменне містечко Мутамбу. Загалом, тут знаходиться 16 пагорбів.